# Joe Cini
Joe Cini (29 novembre 1936) è un ex calciatore maltese, di ruolo attaccante.

## Carriera

### Club
Ad eccezione della stagione 1969-1970, trascorsa nella terza divisione inglese, ha sempre giocato nella prima divisione maltese. In carriera ha giocato 4 partite e segnato un gol in Coppa dei Campioni e giocato 2 partite in Coppa delle Coppe.

### Nazionale
Ha collezionato 18 presenze con la nazionale maltese.

## Palmarès

### Club

#### Competizioni nazionali
- Campionato maltese: 6

Floriana: 1957-1958
Sliema Wanderers: 1963-1964, 1964-1965, 1965-1966, 1970-1971, 1971-1972
- Coppa di Malta: 6

Floriana: 1956-1957, 1957-1958
Sliema Wanderers: 1962-1963, 1964-1965, 1967-1968, 1968-1969

### Individuale
- Calciatore maltese dell'anno: 1

1969-1970